# Dellamora philippinensis
Dellamora philippinensis es una especie de coleóptero de la familia Mordellidae.

## Distribución geográfica
Habita en las Filipinas.